# Yeşilgölcük, Niğde
Yeşilgölcük là một xã thuộc huyện Niğde, tỉnh Niğde, Thổ Nhĩ Kỳ. Dân số thời điểm năm 2011 là 5144 người.